# تا فردا
تا فردا (به انگلیسی: Until Tomorrow) یک فیلم درام از سال ۲۰۲۲ به کارگردانی علی عسگری و تهیه‌کنندگی نیکی کریمی و رافائل دلوش است. این دومین فیلم بلند علی عسگری پس از ناپدید شدن (۲۰۱۷) است و به عنوان یک محصول مشترک بین‌المللی بین ایران، فرانسه و قطر، توسط سیلک رود پروداکشنز تولید شده‌است.
عسگری پس از انتشار ناپدید شدن ایده‌هایی را برای فیلمنامه‌ای جدید با همکاری علیرضا خاتمی توسعه داد. تصویربرداری اصلی در مارس ۲۰۲۱ آغاز شد و صدف عسگری و غزل شجاعی در نقش‌های اصلی با همراهی بابک کریمی، امیررضا رنجبران، نهال دشتی، محمد حیدری و پردیس شیروانی در نقش‌های مکمل انتخاب شدند. این درام به داستان یک مادر جوان و مجرد اهلِ تهران (با بازی صدف عسگری) می‌پردازد که باید نوزاد نامشروع خود را برای مدت کوتاهی از والدینش پنهان کند.
تا فردا نخستین نمایش جهانی خود را در ۱۴ فوریه ۲۰۲۲ در هفتاد و دومین جشنواره بین‌المللی فیلم برلین انجام داد، جایی که نامزد دریافت جایزهٔ پانورامای تماشاگران شد. این فیلم علاوه بر آن در جشنوارهٔ فیلم گواناخواتو نامزد بهترین فیلم بلند بین‌المللی شد و متعاقباً برای شرکت در بخش «روح آزادی» در جشنواره فیلم اورشلیم برگزیده شد، اما تهیه‌کنندهٔ فیلم آن را از جشنوارهٔ مذکور خارج کرد؛ گزارش شده‌است که این امر به دلیل ناهماهنگی بین توزیع‌کننده و تهیه‌کننده بوده‌است.

## داستان
دختر جوانی به نام فرشته یک سال است که در تهران زندگی می‌کند و مادر یک نوزاد نامشروع است. او برای تحصیل به پایتخت رفته‌است، اما اکنون از کودک مراقبت می‌کند و محصولات چاپی را برای یک چاپخانه از خانه طراحی می‌کند. او و دوستش عاطفه، که او هم تازه به تهران آمده‌است، می‌خواهند به کانادا مهاجرت کنند، از این‌رو عاطفه مشتاقانه در حال یادگیری زبان انگلیسی برای درخواست ویزا است. اما فرشته باید برای نوزادش در بازار سیاه پاسپورت بگیرد. پدر و مادر فرشته در پایتخت زندگی نمی‌کنند و از نوه خود اطلاعی ندارند.
یک روز یکی از اقوام در حوالی تهران تصادف می‌کند و پدر و مادر اعلام می‌کنند که عصر همان روز آنجا خواهند بود. فرشته با اشاره به اینکه عاطفه در کنار او خواهد بود، نمی‌تواند مانع از ملاقات شود. دوستش گلاره، یک وکیل دادگستری که جدا از همسرش زندگی می‌کند، از ساعت ۲ بعدازظهر از طریق تلفن موافقت می‌کند که از نوزاد مراقبت کند. مادر جوان اکنون باید تعداد زیادی از وسایل کودک را در جای دیگری انتقال دهد. او زنگ همسایه‌ها را به صدا درمی‌آورد و دلیل درخواستش را بیان می‌کند که آپارتمانش باید از نظر شیمیایی از شر حشرات خلاص شود. تمایل به کمک خیلی زیاد نیست. زنی به این دلیل امتناع می‌کند که باید اول از شوهرش بپرسد اما نمی‌خواهد در محل کار مزاحم او شود. وقتی همسایه‌ای که یک کارگاه خیاطی را اداره می‌کند، سرانجام موافقت می‌کند، داستان حشره به گوش همه در خانه رسیده‌است. به هر حال، این دو زن اکنون بخش بزرگی از وسایل کودک را از آپارتمان بیرون آوردند. صاحبخانه با فرشته تماس می‌گیرد و از اقدامات خودسرانه او در مورد حشرات شکایت می‌کند. چاپخانه از کار فرشته بسیار ناراضی می‌شود.
وقتی فرشته، عاطفه و نوزاد به دفتر گلاره می‌رسند، به دلیل دستگیری وکیل در را قفل می‌بینند. در راه پله، زنان جوان در معرض سؤالات مسئولان قرار می‌گیرند و به سرعت فرار می‌کنند. اکنون ایده‌های جدیدی برای اسکان کودک مورد نیاز است. برای این دو زن و نوزاد، اودیسه‌ای در تهران تحت فشار زمانی بسیار زیاد آغاز می‌شود. همان‌طور که آنها راه خود را در شهر طی می‌کنند، باید به دقت در نظر بگیرند که به چه کسی می‌توانند اعتماد کنند. عاطفه و نوزادش نمی‌توانند شب را در هتل بگذرانند زیرا زن بدون مرد اجازهٔ اجارهٔ اتاق را ندارد. یکی از دوستان عاطفه ابتدا موافقت می‌کند، اما همسرش نمی‌پذیرد. فرشته می‌ترسد که او را به مقامات لو دهد. فرشته در پریشانی خود به یاسر، پدر نوزاد که در تجارت ماهی‌های زینتی پدرش کار می‌کند، روی می‌آورد. یاسر در زمان بارداری فرشته قصد او را به سقط جنین ترغیب کند؛ پدر یاسر از وجود نوزاد چیزی نمی‌داند. یاسر پیشنهاد می‌کند کودک را یک شبه نزد پرستاری که ادعا می‌کند از بستگانش است، بسپارید. او به فرشته قول می‌دهد که نوزاد را در اتاق پرستاران بگذارد و مخفیانه در آنجا از او مراقبت کند. اما ظهور رئیس او، دکتر محمودی، تمام نقشه‌ها را خراب می‌کند. او می‌خواهد پاسپورت نوزاد را ببیند و از پس‌دادن آن به فرشته امتناع می‌کند. در گفت‌وگوی تن‌به‌تن مشخص می‌شود که او به پول علاقه‌ای ندارد بلکه به بدن فرشته علاقه‌مند است. دو زن جوان با ترفندی موفق می‌شوند همراه نوزاد از درمانگاه فرار کنند. اکنون تنها چیزی که باقی‌مانده این است که عاطفه کودک را به صورت قاچاق وارد خوابگاه دانشجویی خود کرده، از چک ورودی عبور کرده، شبانه به او مسکن بدهد و با این اقدام خود را در معرض خطر اخراج از دانشگاه قرار دهد. در راه خانه در تاکسی، فرشته دوباره اوضاع را بررسی می‌کند. او تصمیم می‌گیرد برگردد و نوزاد را بیاورد و جلوی پدر و مادرش بایستد. وقتی او به آپارتمانش می‌رسد، پدر و مادرش از پیش جلوی در منتظر او هستند.

## بازیگران
- صدف عسگری در نقش فرشته
- غزل شجاعی در نقش عاطفه
- بابک کریمی در نقش دکتر محمودی
- امیررضا رنجبران در نقش یاسر
- نهال دشتی در نقش نادیه
- محمد حیدری در نقش رئیس فرشته
- پردیس شیروانی در نقش همسایه

## تولید
تا فردا دومین فیلم بلند سینمایی علی عسگری است که بیشتر به عنوان کارگردان فیلم کوتاه فعالیت می‌کند. او فیلمنامه را به همراه علیرضا خاتمی هموطن خود در آمریکا نوشته‌است. این دو در هفتاد و چهارمین جشنواره فیلم ونیز ملاقات کردند، جایی که دعوت‌نامه‌هایی برای حضور در بخش جانبی این جشنواره را برای اولین فیلم بلندشان، ناپدید شدن (عسگری) و لوس ورسوس دل اولویدو (خاتمی) دریافت کرده و برندهٔ جایزهٔ اوریزونتی شدند. خاتمی جوایز متعددی را برای کارگردانی خود در جشنواره دریافت کرد، در حالی که فیلم عسگری در ونیز مورد توجه قرار نگرفت. ناپدید شدن داستان یک زن جوان مستاصل در تهران را روایت می‌کند که از خونریزی شدید رنج می‌برد و تلاش می‌کند تا با دوست‌پسرش در بیمارستان‌ها مداوا شود. والدین او اجازه ندارند چیزی در مورد این رویدادها بدانند.
یک دوستی صمیمی بین عسگری و خاتمی شکل گرفت و هر دو تصمیم گرفتند فیلمنامهٔ فیلم را بنویسند. این دو باری دیگر صدف عسگری، بازیگر نقش اول فیلم ناپدید شدن، که در فیلم کوتاه تأخیر (۲۰۱۸) عسگری و فیلم سینمایی یلدا (۲۰۱۹) نیز بازی کرده‌است، را دعوت کردند. غزل شجاعی برای نقش دومین قهرمان زن انتخاب شد. به گفتهٔ عسگری سنِ کم و حرفه‌ای بودن این دو بازیگر نقش تعیین‌کننده‌ای در انتخاب بازیگران داشته‌است. او همکاری با خاتمی در فیلمنامه را یک «تجربهٔ خوب و لذت‌بخش» توصیف کرد، هرچند هر دو سلیقهٔ متفاوتی داشتند. عسگری بیان کرد که فیلمنامهٔ تا فردا از نخستین فیلم بلندش پیشی گرفته‌است.
پیش‌تولید تا مارس ۲۰۲۱ انجام شد. به دنبال آن فیلم‌برداری صورت گرفت. پوریا نوری نقش فیلمبردار را بر عهده داشت. احسان واثقی عهده‌دار تدوین بود. نیکی کریمی به همراه یکی از همکاران فرانسوی این فیلم را تولید کرد.

## انتشار
تا فردا به بخش پانورامای برلیناله معرفی شد و در آنجا در ۱۴ فوریه ۲۰۲۲ با عنوان بین‌المللی «Until Tomorrow» اکران شد.

## بازخورد
جوزف فهیم در نقدی برای میدل ایست آی پس از تحسین از بازی بازیگران نوشت: «نسخهٔ تهرانِ عسگری کلانشهری منحط است که در آن آزادی تنها با امتیاز طبقاتی به‌دست می‌آید [...] با چشمانی شفاف و متهورانه، تا فردا زمینه‌های جدیدی را ایجاد نمی‌کند، اما این فیلم به عنوان تصویری واقعاً ورزیده از یک فیلمساز بسیار ماهر باقی می‌ماند». لی مارشال از اسکرین اینترنشنال نوشت که این فیلم «حرف‌های زیادی را برای گفتن در مورد نسل جوانِ ایران» دارد؛ او در ادامه با مقایسه با فیلم‌های اصغر فرهادی احساس می‌کرد که «این فیلم با اینکه فاقد پیچیدگی اخلاقی غنی درام‌هایی مانند جدایی نادر از سیمین است [با این حال] یک اجرای جسورانه و یک صحنهٔ تک‌شات برای ثبت در کنار دیگر بزرگان است».

### جوایز و نامزدی‌ها
| جشنواره                           | تاریخ مراسم   | رده                                             | دریافت‌کننده | نتیجه    | منبع        |
| --------------------------------- | ------------- | ----------------------------------------------- | ----------- | -------- | ----------- |
| جشنواره بین‌المللی فیلم گواناخواتو | ۲۱ ژوئیه ۲۰۲۲ | بهترین فیلم بلند بین‌المللی                      | تا فردا     | نامزدشده | [ ۱۰ ]      |
| برلیناله                          | ۱۰ فوریه ۲۰۲۲ | جایزهٔ پانورامای تماشاگران برای بهترین فیلم بلند | تا فردا     | نامزدشده | [ ۴ ] [ ۱ ] |
| جشنواره فیلم اورشلیم              | ۲۸ ژوئیه ۲۰۲۲ | بهترین فیلم بلند بین‌المللی                      | تا فردا     | حذف‌شده   | [ ۲ ]       |